# Bambusa piscatorum
Bambusa piscatorum är en gräsart som beskrevs av Mcclure. Bambusa piscatorum ingår i släktet Bambusa och familjen gräs. Inga underarter finns listade i Catalogue of Life.